# Lo zio di Brooklyn
Lo zio di Brooklyn è un film del 1995 diretto da Ciprì e Maresco.
Nel film, primo lungometraggio di Daniele Ciprì e Franco Maresco, non è presente alcun interprete femminile e i ruoli "da donna" sono sostenuti da attori maschili, vestiti in abiti vagamente muliebri.

## Trama
Ambientato in una Palermo semidiroccata e apocalittica, popolata da inquietanti personaggi che si aggirano in mutande, cantano senza motivo o stanno immobili con espressione ebete, il film diventa a tratti una sequenza di immagini apparentemente non direttamente connesse tra loro secondo uno schema logico. I fratelli Gemelli (in tutto quattro, con il figlio di uno di loro disabile e costretto sulla sedia a rotelle) vengono costretti da una coppia di nani mafiosi a ospitare un anonimo e silenzioso personaggio (che dà il nome al film, essendo semplicemente chiamato "lo zio d'America").
I nani sono responsabili dell'organizzazione di un attentato nei confronti del fratello del boss del luogo, Don Masino. Dopo un lungo periodo di prigionia forzata all'interno della loro abitazione, dovuta al gran numero di cani randagi che assediano la città, simbolo del degrado che prende il sopravvento sulla "razza umana", tale "zio" sparisce misteriosamente, e i quattro si recano alla sua ricerca.
Durante l'esplorazione giungono in una radura paradisiaca dove trovano molti degli altri personaggi che, chi più chi meno, hanno preso parte alle numerose sequenze grottesche che rappresentano la quasi totalità della pellicola, in abito bianco e intenti a cantare e ballare venendosi a trovare in una dimensione (sottolineata da un marcato chiarore che assumono le immagini) in cui non esistono più sofferenze umane e differenze sociali tra potenti e miserabili (un barlume di speranza finale che si riesce a cogliere in una pellicola intrisa di nichilismo). Qui si ritrovano anche i due nani e il fuggitivo "zio", nonché il vecchio nonno Gemelli che nel frattempo era morto.
In realtà, la trama non è ben definita e anzi assume un ruolo secondario all'interno della pellicola, tanto che alcuni particolari sono lasciati completamente senza una spiegazione all'interno di un alone onirico fortemente surreale. Oltre alla trama principale, legata alla venuta dello zio di Brooklyn, si intrecciano altre storie di solitudine e di frustrazione, tra le quali quella di Lo Giudice, un cantante fallito che, tramite il Mago Zoras, cerca di "sfondare" nel mondo della musica palermitana, e quella di Iachino, alla perenne ricerca di una compagnia femminile.

### Il titolo
Lo zio di Brooklyn del titolo è un personaggio che per tutta la durata del film non proferisce parola alcuna. Solo alla fine aprirà bocca esclamando, rivolto alla macchina da presa, "Permettete che mi presenti. Io sono...", ma il suo nome verrà coperto da una lunga pernacchia.

## Critica
- Il Farinotti[1]:

## Riconoscimenti
- Ciak d'oro
  - 1996 – Miglior fotografia a Luca Bigazzi[2]